# Jura
| Jura pred 201.3–145 milijoni let PreЄ Є O S D C P T J K Pg N |                                                   |
| Srednja vrednost atmosferskega O 2 skozi obdobje | ok. 26 prost. % (130 % sedanje vrednosti)         |
| Srednja vrednost atmosferskega CO 2 skozi obdobje | ok. 1950 ppm (7 krat pred industrijske vrednosti) |
| Srednja površinska temperatura skozi obsobje | ok. 16.5 °C (3 °C nad sedanjo vrednostjo)         |
| Ključni dogodki jure-205 —–-200 —–-195 —–-190 —–-185 —–-180 —–-175 —–-170 —–-165 —–-160 —–-155 —–-150 —–-145 —–M e z o z o i kTriasJ u r aKredaZ g o d n j aS r e d n j aP o z n aHettangijSinemurijPliensbachijToarcijAalenijBajocijBathonijKallovijOxfordijKimmeridgijTitonij Približna časovnica ključnih dogodkov jure. Navpična os: pred milijoni let. |                                                   |

Jura je geološko obdobje, ki je trajalo 56 milijonov let, ime pa je dobilo po švicarskem pogorju Jura.
Začelo se je pred okoli 201 milijoni let in se končalo pred 145 milijoni let. Delimo ga na podlagi najdb ortokronoloških fosilov na tri obdobja. Kot pri drugih geoloških periodah, ki definirajo začetek in konec periode, so usedline kamnin dobro definirane, vendar točni datumi variirajo za 5 - 10 milijonov let. Jura je srednja perioda mezozoiske dobe, poznane tudi kot doba dinozavrov. 
Ime »jura« je prvi uporabil Alexandre Brogniart za velike sedimente morskega apnenca, ki jih je našel v gorah Jure na tromeji Nemčije, Francije in Švice.

## Obdobja
- Prvo obdobje se imenuje Zgornji titonij. Imenujemo ga tudi Malm ali Bela Jura, zanj pa so značilni beli in svetlo sivi apnenci.
- Drugo obdobje se imenuje Srednji titonij. Imenujemo ga tudi Dogger ali Rjava Jura, zanj pa so značilne rjave kamnine, ki jih je obarvalo železo.
- Tretje obdobje se imenuje Spodnji titonij. Imenujemo ga tudi Lias ali Črna Jura. Za to obdobje pa so značilne črne in temne gline. Faunalne faze od najmlajše do najstarejše so:

| Zgornja/pozna jura (malm)   |                                |
| Tithonij                    | (150,8 ± 4,0 – 145,5 ± 4,0 Ma) |
| Kimmeridgij                 | (155,7 ± 4,0 – 150,8 ± 4,0 Ma) |
| Oxfordij                    | (161,2 ± 4,0 – 155,7 ± 4,0 Ma) |
| Srednja jura (dogen)        |                                |
| Callovij                    | (164,7 ± 4,0 – 161,2 ± 4,0 Ma) |
| Bathonij                    | (167,7 ± 3,5 – 164,7 ± 4,0 Ma) |
| Bajocij                     | (171,6 ± 3,0 – 167,7 ± 3,5 Ma) |
| Aalenij                     | (175,6 ± 2,0 – 171,6 ± 3,0 Ma) |
| Spodnja/zgodnja jura (lias) |                                |
| Toarcij                     | (183,0 ± 1,5 – 175,6 ± 2,0 Ma) |
| Pliensbachij                | (189,6 ± 1,5 – 183,0 ± 1,5 Ma) |
| Sinemurij                   | (196,5 ± 1,0 – 189,6 ± 1,5 Ma) |
| Hettangij                   | (199,6 ± 0,6 – 196,5 ± 1,0 Ma) |

## Paleogeografija
V času zgodnje jure se je super kontinent Pangea razdelil na Lavrazijo in Gondvano. Zgodnji Atlantski ocean in ocean Tetida sta bila relativno ozka. V pozni juri je začel južni kontinent Gondvana razpadati in zaprl morje Tetida tako, da je nastal bazen Neotethys. Podnebje je bilo toplo brez dokazov o poledenitvah. Prav tako kot v triasu, še ni bilo kopna na polih, kot tudi ne velikih polarnih kap. O juri obstoja mnogo geoloških podatkov v Evropi, kjer se morske usedline nahajajo vzdolž obal. Plitvo morje (epikontinentalno morje) je bilo tudi na mestu današnjih ravnic v ZDA in Kanadi. Večina jurskih usedlin v ZDA so kontinentalnega nastanka. Važne jurske usedline se nahajajo v Rusiji, Indiji, Južni Ameriki, Japonski, Avstral-aziji in v Veliki Britaniji.
V obdobju Jure so morja preplavila obsežna ozemlja severne poloble in na njih odložila usedline. Na kopnem je bila le Skandinavija in posamezni večji otoki.
Na ozemlju Nemčije prevladujejo temno sive gline, ki vsebujejo številne amonite in druge fosilne ostanke.
V širši okolici Holzmadena, blizu Stuttgarta, so nastali znani pozidonijski skrilavci. V njih so poleg številnih amonitov in školjk našli tudi izredno lepo ohranjene morske lilije in morske reptile (ihtiozavre, pleziozavre in krokodile).

## Živalstvo
V dobi jure so bile najvišje oblike življenja v morjih ribe in morski plazilci. To so bili ihtiozavri, pleziozavri in morski krokodili iz družin Teleosauridae in Metriorhynchidae.
Pojavile so se nove skupine:
- planktonska foraminifera in kalpionela, ki so važni za stratigrafijo;
- rudisti, grebenska varianta školjk;
- belemnitidi in brahiopodi iz skupine terebratulid in rinchonelidov

Amoniti so bili še posebej razprostranjeni in so formirali 62 bio con.
Na kopnem so še vedno dominirali veliki arhozavri. Veliki rastlinojedi dinozavri so se hranili s prerijskimi praprotmi, palmam podobnimi rastlinami in drugimi. Napadali so jih veliki teropodi (ceratozavri, megalozavri in alozavri). Vsi so pripadali skupini zavrishijev (Saurischia).
V času pozne jure so iz majhnih celurozavrskih dinozavrov razvile prve ptice. Ornitishiji so bili manj prisotni od zavrishijiev, čeprav so nekateri, kot so stegozavri in ornitopodi igrali važno vlogo med manjšimi in srednje velikimi rastlinojedci. V zraku so vladali pterozavri.

## Rastlinstvo
Suho podnebje, ki je karakteriziralo večino triasa, se je postopno ublažilo, še posebej na višjih geografskih širinah. Topla, vlažna klima je omogočila, da je večji del kopnega pokrivala bujna vegetacija. Najpogostejša vrsta je bila smreka. Družine golosemenk, ki so prevladovale v juri so bili: Araucariaceae (aravkarijevke), Cephalotaxaceae, Pinaceae (borovke), Podocarpaceae (podokarpovke), Taxaceae (tisovke), Taxodiaceae (taksodijevke). Izumrla mezozoiska družina iglavcev Cheirolepidiaceae je dominirala v nižjih geografskih širinah, tu so rastle tudi grmovnice reda Bennettitales. Pogosti so bili ginko in drevesne praproti v gozdovih, manjše praproti so dominirale med nizkim rastlinjem. Na južni hemisferi so bile še posebej uspešne podokarpovke, medtem ko so bili gingko in pripadniki reda Czekanowskiales redki.